# Асканія-Нова (дендрологічний парк)
Асканія-Нова — дендрологічний парк загальнодержавного значення в Україні. Розташований на території Чаплинського району Херсонської області, смт Асканія-Нова, вул. Фрунзе, 13.
Площа — 183,2 га. Закладений Ф.Е.Фальц-Фейном в 1887 p. на площі 28 га, його насадження відображають досягнення паркобудівництва кінця XIX століття. Заказник на базі парку створено за Постановою РМ УРСР № 311 від 22.07.1983 р. 

## Історія
Дендрологічний парк «Асканія-Нова» є одним із найбільших, найстаріших та добре збережених парків України. Його унікальність полягає в тому, що це єдиний зрошуваний парк на степовому півдні України. На момент створення об’єкту це була неординарна для свого часу ідея – створити ботанічний парк в умовах безводного, посушливого степу, практично непридатного для зростання деревних рослин. Складається з трьох різновікових масивів: старого ботанічного парку (роки заснування – 1887-1893 рр.), лісостепового рідколісся (закладено в 1902-1907 рр.) і нового парку, створеного в 1966-1972 рр. Крім того, на території ботсаду є господарська зона і розсадник.
Для парку було закладено артезіанські свердловини, вода яких вперше на півдні України застосована для штучного зрошення. Генеральний проект розробив одеський архітектор Дю Френ, а його реалізацію здійснив І.В. Владиславський-Падалка, який став у подальшому відомим паркознавцем. Парк не мав аналогів в паркобудівництві, тож довелося розробити специфічну передпосадкову систему підготовки ґрунту та закласти основи штуфного зрошення насаджень. При закладці парку було використано 220 видів листяних дерев і кущів та багато їх садових форм. За принципом побудови парк створювався як англійський, або ландшафтний. Елементи ландшафтної архітектури відрізнялися чіткістю образу та довершеністю. Композиційним центром парку є невеликий ставок з острівцем та гротом на березі, що виступає із землі мальовничим нагромадженням каміння. Найбільш потужним і мальовничим є романтичний куточок біля теперішнього входу в парк – водонапірна башта, стилізована під старовинний замок. Діюча модель парку отримала у 1898 році на Всесвітній виставці у Парижі золоту медаль.
Вінцем розбудови парку стало, починаючи з 1908 року, оформлення хвойними рослинами. Його здійснив художник-пейзажист В.Д. Орловський. Він же створив одну із кращих експозицій парку – Велику степову галявину. Це фрагмент цілинного степу – місце чумацької стоянки, на якому невеликими групами чи поодиноко зростають дерева сосни кримської та ялівцю віргінського. Особливою окрасою галявини є група з шести сосен, висаджених таким чином, що, обходячи галявину, з різних точок можна побачити від трьох до шести дерев.
Розміщення масивів і доріг, добір дерев та чагарників, композиційне вирішення центру парку, відкритий спосіб зрошування насаджень оригінальні, виконані на високому архітектурно-художньому рівні. Вони можуть служити зразком паркобудівництва, що було підтверджено присвоєнням йому статусу пам’ятки садово-паркового мистецтва кінця XIX ст. (1984 р.).
Із 1965 року ботанічний парк починає розширюватися. Перші посадки проведено 1966 року, основні – 1968-1972 рр. Новий парк є логічним продовженням старого. Тут є і чергування ландшафтів (лісового, лісостепового, степового, паркового, приозерного), і великі галявини (найбільші з них – Показова та Горіхова), і насипні пагорби з аутентичними половецькими бабами, і крупні деревні масиви, діброви, переліски.
Від 1989 року він є складовою частиною Біосферного заповідника «Асканія-Нова» їм. Ф.Е. Фальц-Фейна. Положенням «Про дендрологічний парк «Асканія-Нова» загальнодержавного значення» від 2002 року підтверджено його високий статус.
Колекційний фонд деревних рослин парку нараховує 766 видів, 265 форм і сортів (всього 1031 таксон) із 170 родів 66 родин, в т.ч. 131 таксон хвойних. Колекція квітниково-декоративних рослин налічує майже 600 видів, форм і сортів. Созоологічний статус мають 138 видів флори парку: 24 належать до Червоного списку МСОП, 10 – Європейського Червоного списку, 6 – до Бернської конвенції, 3 – до Конвенції про міжнародну торгівлю видами дикої флори і фауни, що знаходяться під загрозою зникнення – CITES, 63 – до Червоної книги України, 65 є рідкісними видами Євразії. Спонтанна флора нараховує 484 види судинних рослин і є унікальною в регіональному масштабі.
Науковими співробітниками парку досліджені еколого-біологічні особливості більш ніж 600 видів деревних та 1200 видів квітниково-декоративних рослин; 460 видів дерев та чагарників і понад 900 видів та сортів квітникових рослин рекомендовані для практичного використання.